# Banksia sceptrum
Banksia sceptrum (лат.) — растение, произрастающее в Западной Австралии. Его ареал простирается вдоль западного побережья от Джералдтона до территории заповедника Гамелин-Пул, а вглубь континента распространяется до окрестностей Маллевы. Растение было впервые обнаружено и выращено Джеймсом Драммондом. Научное описание вида составлено швейцарским ботаником Карлом Мейснером в 1855 году.
В природе Banksia sceptrum растёт на жёлтых или красных песчаных почвах среди кустарниковых степей, обычно на песчаных дюнах. Его высокие ярко-жёлтые колоски хорошо видны издалека. Цветёт растение в основном летом, но иногда его прицветники можно увидеть в другое время года.
Погибая при пожаре, растение способно регенерировать за счёт семян и листовок, которые раскрываются непосредственно в огне. Подобные адаптации позволяют отнести растение к группе пирофитов. 

## Описание
Вырастает до 2–5 метров в высоту. Куст разветвлён и может достигать 4 метров в диаметре. Ствол толстый, с гладкой или слегка мозаичной бледно-серой корой. Новые побеги появляются весной и осенью, в редких случаях летом. Свежие ветки покрыты тонкими зеленовато-коричневыми волосками. Примерно через два года ветки становятся гладкими и бледно-серыми. Листья имеют продолговатую форму со срезанными или выемчатыми кончиками, размер около 50 см. Края листа плоские с короткими тупыми зубчиками. Молодые листы также покрыты густыми волосками, но со временем становятся гладкими.
Колоски-соцветия формируются на концах вертикальных ветвей в период с ноября по январь. На развитие им требуется 6-7 месяцев — дольше, чем у других представителей этого рода. Раскрытие цветка происходит в течение 1-2 недель. Зрелые цветки становятся серыми и остаются на колосках до развития древесных овальных листовок.
Семя яйцевидное, длинное и плотное, длиной 1,1–1,4 см и шириной 0,7–0,9 см, с крылышками. Внешняя сторона коричневая и немного морщинистая, внутренняя — коричнево-чёрная и слегка блестящая. Семена разделены прочными тёмно-коричневыми перегородками, строго совпадающими по форме с самими семенами, с углублением, в котором тело семени прилегает к прицветнику. Семядоли обратнояйцевидные, 1-2 см шириной. Верхний край эмбрионального листа слегка сморщен, ушко у основания заострённое, длина составляет 0,2 см.

## Таксономия
Швейцарский ботаник Карл Мейснер описал Banksia sceptrum в 1855 году на основе образца, собранного Джеймсом Драммондом в 1850-1851 году к северу от реки Хатт. Видовой эпитет Sceptrum («скипетр») произошёл от выдающейся формы колосков. Всего род Банксия к 1856 году насчитывал 58 описанных видов.
Мейснер разделил предложенный Брауном ряд Banksia verae (в 1847 году переименованный Стефаном Эндлихером в Eubanksia) на четыре ряда по строению листьев. Джордж Бентам опубликовал подробное уточненное описание Banksia в своей знаменитой публикации «Flora Australiensis» в 1870 году. По схеме Бентама количество видов рода Банксия было сокращено с 60 до 46. Бентам выделил четыре раздела: на основе формы листьев и цветков, Banksia sceptrum помещена им в секцию Orthostylis.
В своей работе 1891 года «Revisio Generum Plantarum» немецкий ботаник Отто Кунце оспорил родовое название Banksia Lf на основании того, что название Banksia (Banksia JRForst & G.Forst) ранее использовалось применительно к роду, ныне известному как Pimelea. Кунце предложил в качестве альтернативы название Sirmuellera, а вид B. sceptrum получал наименование Sirmuellera sceptrum. Однако переименование не состоялось, и название Banksia Lf было официально сохранено в 1940 году.
В своей монографии 1981 года «Род Banksia Lf (Proteaceae)» австралийский ботаник Алекс Джордж поместил B. Sceptrum в подрод B. subg. Banksia, потому что форма его соцветия типична для Banksia, секцию B. sect. Banksia из-за выпрямленной формы, подряд B. ser. Banksia из-за крепкого соцветия и волосатого пестика, который заметно изгибается перед цветением. Он отметил также, что его фолликулы напоминают фолликулы Banksia ornata, а муриновое семя — B. speciosa и B. baxteri, хотя его обратнояйцевидные морщинистые семядоли могут предполагать родство с рядом Cyrtostylis.

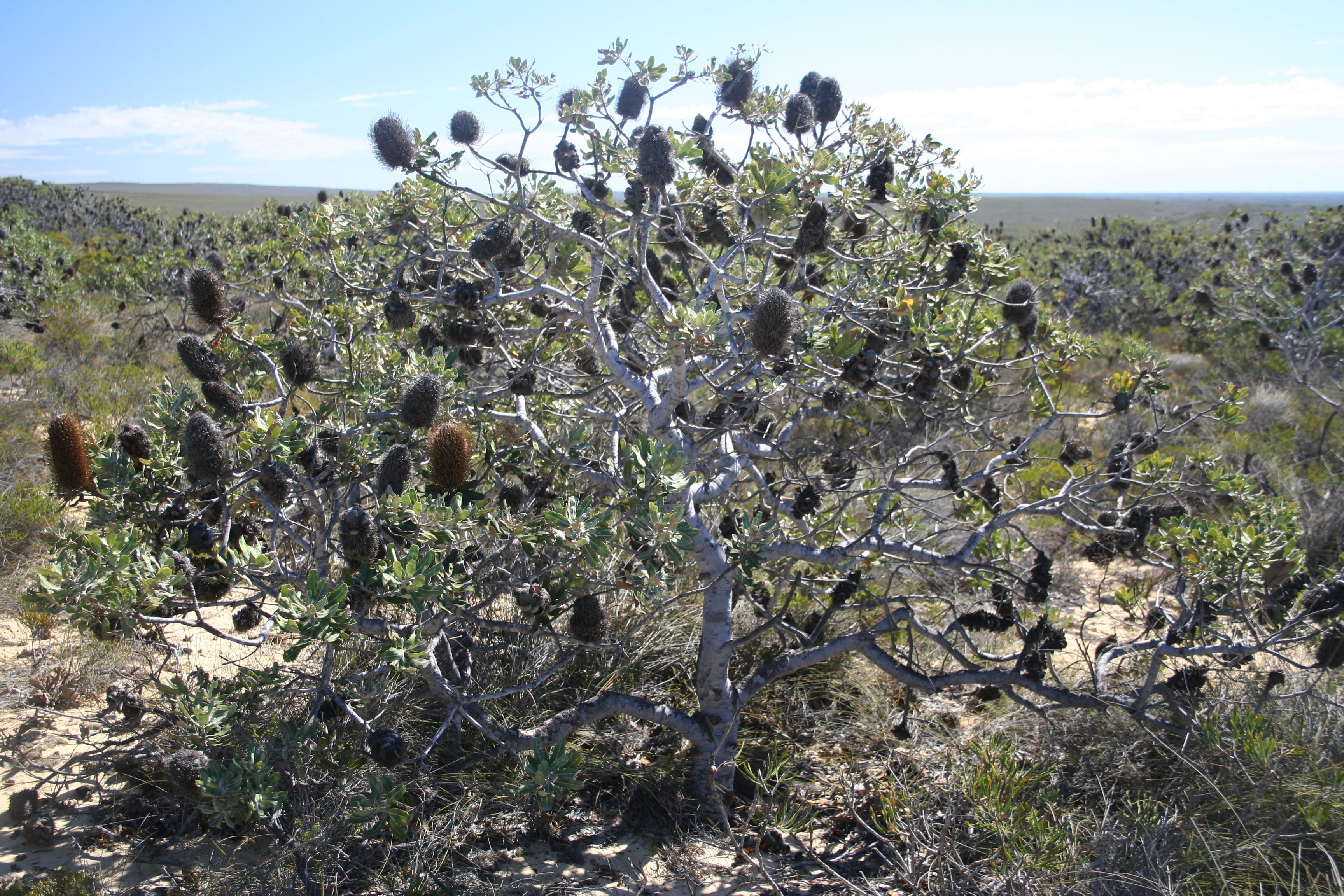
В северной части ареала растёт как узловатый кустарник

В 2002 году молекулярно-филогенетический анализ, проведённый Остином Мастом, показал, что Banksia sceptrum и B. ashbyi — ближайшие родственники; эти растения составляют большую группу, состоящую из членов подряда Cratistylis и Banksia lindleyana. Это было подтверждено в исследовании 2013 года, проведенном Марселем Кардилло и его коллегами с использованием ДНК хлоропластов и соотнесением его с более ранними результатами.
Остин Маст, Эрик Джонс и Шон Хавер опубликовали результаты своего кладистического анализа ДНК растений рода Банксия в 2005 году. Они пришли к выводу, что филогения рода сильно отличается от общепринятой таксономической организации, в том числе, что род Банксия является парафилетическим по отношению к Dryandra. Новая таксономическая структура в то время не была опубликована, но в начале 2007 года Маст и Тиле инициировали реорганизацию систематики, поместив представителей Dryandra в род Banksia и выделив подрод B. subg. Spathulatae для видов, имеющих ложковидные семядоли; таким образом они изменили типовой вид подрода Banksia. До завершения семплирования образцов ДНК Dryandra Маста и Тиле предложения по новой номенклатуре приняты как временная договорённость, а B. Sceptrum отнесён к подроду B. subg. Banksia.

## Распространение и среда обитания

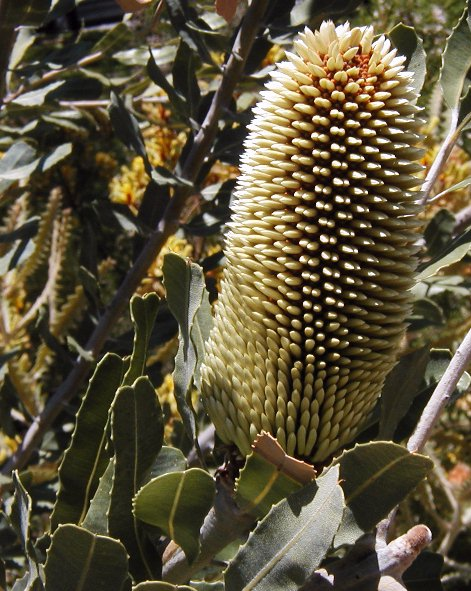
Бутоны используется в цветочной индустрии

Banksia sceptrum встречается от территории заповедника Гамелин Пул на юге до 60 км к востоку от Джералдтона, а также в окрестностях Маллева и к востоку от заповедника Вандана. Годовое количество осадков −100 000 миллиметров (−3,9 ″). Почвы, на которых растёт Banksia sceptrum, представляют собой тёмно-жёлтые или бледно-красные пески, часто встречающиеся на дюнах. Также произрастает на равнинных участках. В кустарниковых степях растёт вместе с B. ashbyi, эвкалиптом Eucalyptus dwyeri, кипарисом Actinostrobus arenarius и Xylomelum angustifolium семейства Протейные.

## Экология
Как и многие виды растений на юго-западе Австралии, Banksia sceptrum адаптирована к среде, в которой лесные пожары происходят относительно часто. Большинство видов банксий можно отнести к одной из двух обширных групп в соответствии с их реакцией на огонь. Одни погибают в пожаре, но огонь также вызывает высвобождение их семян, что способствует воспроизводству следующих поколений; вторые выживают при пожаре, появляясь из лигнотубера или, реже, из эпикормовых почек, защищённых толстой корой. Banksia sceptrum относится к первой группе: фолликулы на старых цветоносах остаются закрытыми до тех пор, пока не сгорают, после чего раскрываются и высвобождают семена. Новым растениям требуется от трёх до пяти лет, чтобы снова зацвести. Если лесные пожары случаются слишком часто — с интервалом менее четырёх лет — они рискуют уничтожить местные популяции банксии.
Было показано, что B. sceptrum очень подвержен отмиранию от почвенной водной плесени Phytophthora cinnamomi, как и многие растения Западной Австралии.
Оценка потенциального воздействия изменения климата на этот вид показала, что его ареал вряд ли сократится и может увеличиться, в зависимости от того, насколько эффективно он будет перемещаться в новые места обитания.

## Выращивание
B. Sceptrum в основном используется в цветоводстве, незрелые соцветия поставляются флористам по всей Австралии. Иногда растение этого вида выращивают в садах. Колоски B. Sceptrum ярко выглядят, оно требует средиземноморского  климата с сухим летом и хорошего дренажа, поскольку склонен к усыханию. Семена не требуют обработки, для прорастания требуется от 26 до 47 дней. Культивируется карликовая форма.